# Grupo de Realidade Virtual Aplicada
O Grupo de Realidade Virtual Aplicada - GRVa foi criado em 1997 pelo pesquisador DSc. Gerson Gomes Cunha. O GRVa realiza pesquisa e desenvolvimento nas áreas de realidade virtual e visualização cientifica. Sua equipe é formada por pesquisadores, engenheiros e alunos de graduação, mestres e doutores, sob a coordenação do professor Gerson Cunha.
O GRVa pertence ao Laboratório de Métodos Computacionais em Engenharia (LAMCE) do Programa de Engenharia Civil (PEC) da COPPE/Universidade Federal do Rio de Janeiro.

## Objetivos
Desenvolver soluções usando a Realidade Virtual é o principal objetivo do grupo, promovendo a RV e integrando pesquisa e aplicação em áreas interdisciplinares.
Difundir o conhecimento adquirido pelo grupo aos demais alunos da COPPE, permitindo que estes e outros pesquisadores também possam compartilhar de nossas pesquisas, proporcionando assim mais folêgo ao grupo e abrindo perspectivas novas para temas de teses, tanto de MSc quanto de DSc.
Além disto, faz parte desta atividade também a formação de técnicos/profissionais qualificados em RV aptos a atuar no desenvolvimento de aplicações de Rv tanto para pesquisas acadêmicas, quanto para a indústria.

## Projetos
- DINOS VIRTUAIS - Este projeto, em parceria com o Latec UFRJ (Laboratório de Tecnologia e Comunicação) e com o Museu Nacional da UFRJ tem como objetivo à criação de uma exposição virtual de vertebrados fósseis do Museu Nacional em um ambiente de realidade virtual. A exposição virtual está disponível para visualização na Internetno endereço www.dinosvirtuais.museunacional.ufrj.br. Um dos processos de criação é a integração de ferramentas de reconstrução de modelos tridimensionais (p. ex. Tomografia Computadorizada, digitalização com scanner 3D a laser e Fotogrametria), geração de ambientes de realidade virtual (p. ex. modelagem e animação 3D) e formatação para linguagem de Realidade Virtual para a Internet (VRML – Virtual Reality Modeling Language).
- Projeto Paraty - Rio de Janeiro - Costa Verde.
- Rede Brasileira de Visualização (RBV) - é uma iniciativa da FINEP (Financiadora de Estudos e Projetos), junto ao MCT (Ministério de Ciência e Tecnologia). Consiste em desenvolver um modelo de integração acadêmica e industrial, apoiado pela implantação de um grid nacional de visualização, permitir uma política industrial baseada em arranjos produtivos que inovam, exportam e criam novos mercados.
- LabCog - O LABCOG está situado no Parque Tecnológico do Rio, que é um empreendimento da UFRJ em parceria com diversas entidades, tais como a Prefeitura do Rio de Janeiro, Ministério de Ciência e Tecnologia, Finep, CNPq, Sebrae e Petrobrás, ocupando uma área de 350 mil metros quadrados no campus da Ilha do Fundão. O objetivo do LabCog é criação de laboratório de pesquisa e desenvolvimento em interfaces humano-computador, fornecendo assistência interativa multi-modal aos pesquisadores, que desenvolvem projetos para a Petrobrás na Amazônia. Será concebido um ambiente no qual o usuário entrará em uma sala 3D e, por meio de dispositivos audiovisuais e táteis, solicitará informações sobre a região de interesse. O sistema fornecerá um mapa virtual da região em tempo real, apresentando toda sua complexidade por meio da interseção de três áreas tecnológicas: realidade virtual e aumentada, e computação ubíqua. Essa tecnologia será usada em apoio ao monitoramento dos recursos hídricos da região e na ampliação da malha de gasodutos, atendendo a demanda local e intensificando o uso do gás natural, compatibilizando os interesses ambientais e energéticos.
- LabCog SDK - Sistema aberto (open source) para desenvolvimento de aplicações de Visualização Científica, Realidade Virtual e Computação Ubíqua.
- NAV - Núcleo Avançado de Visualização, Laboratório Móvel de Realidade Aumentada.
- MNBA - Recuperação Emergencial do Museu Nacional de Belas Artes, Visualização Tridimensional e Maquete Eletrônica.
- entre muitos outros

## Equipe
```
   Gerson Gomes Cunha,Coordenador Técnico
   Roberto Franco Pitombo
   Marco José Dias Machado
```